# 天主教上內格羅河谷教區
天主教上內格羅河谷教區（拉丁語：Dioecesis Rivi Nigri Vallensis Superioris）是阿根廷一個羅馬天主教教區，屬布蘭卡港總教區。
教區成立於1993年7月22日，位於內格羅河省西北部，座堂位於羅卡將軍鎮。2006年有教友250,00人（佔轄區總人口85.3%）、十八個堂區、廿八名司鐸。現任教區主教為馬塞洛·亞歷山大·昆卡。